# Elattoneura leucostigma
Elattoneura leucostigma é uma espécie de libelinha da família Protoneuridae.
É endémica de Sri Lanka.
Os seus habitats naturais são: regiões subtropicais ou tropicais húmidas de alta altitude e rios.
A espécie não foi cientificamente documentada desde sua descrição em 1933 e pode já estar extinta.